# Masafumi Nakaguchi
Masafumi Nakaguchi (japanisch 中口 雅史 Nakaguchi Masafumi; * 10. April 1972 in der Vanraure Hachinohe) ist ein japanischer Fußballtrainer.

## Karriere
Nakaguchi erlernte das Fußballspielen in der Schulmannschaft der Kunimi High School und der Universitätsmannschaft der Osaka University of Commerce. Seinen ersten Vertrag unterschrieb er 1995 bei Gamba Osaka. Der Verein spielte in der höchsten Liga des Landes, der J1 League. 1997 wechselte er zum Drittligisten Sagawa Express Osaka. Ende 2001 beendete er seine Karriere als Fußballspieler.
2002 wurde Nakaguchi Co-Trainer von Sagawa Express Osaka (Sagawa Shiga FC). Im 2006 wurde Nakaguchi Cheftrainer. 2013 wechselte er zu Gamba Osaka. Von 2013 bis 2015 war er der Co-Trainer. 2016 wechselte er zu MIO Biwako Shiga. 2020 wechselte er zu Vanraure Hachinohe.